# 1925-ös egri földrengés
Az 1925-ös egri földrengés 1925. január 31-én következett be Egerben, helyi idő szerint 08:05-kor. Az 5-ös erősségű rengés következtében senki sem vesztette életét, senki sem sérült meg, ugyanakkor több mint 200 lakóház súlyosan megrongálódott. Ostoroson 100 családot kellett kilakoltatni, mert életveszélyessé vált az ingatlan, amelyben éltek. Novajon 10 ház komolyabban, több ház kisebb mértékben megrongálódott, több kémény ledőlt. A földrengést több előrengés előzte meg, melyek 1922. augusztus 12-én és 21-én és 1923. február 9-én következtek be. A rengések erejét Eger, Ostoros és Demjén, Kistálya, Novaj településeken is érezni lehetett. A beszámolók szerint morajlás, ablaküvegek zörgése, vízszintes irányú szitáló mozgás és zuhanás szerű hangokat lehetett hallani. Ostoroson több ház szerkezete is megsérült a rengések következtében. A helyi templom mellékhajójának mennyezete beszakadt. A település 406 épületéből csak 8 maradt ép. A temetőben a sírkövek eltörtek és kelet felé estek, és több sír is elmozdult az óramutató járásának megfelelő irányban. A rengés által okozott károkat 7 milliárd koronára becsülték Ostoroson, míg Egerben 16 milliárd koronás kár keletkezett.5,3